# Muzio Attendolo Sforza
Muzio Attendolo Sforza (em italiano conhecido também como Giacomo - ou Jacopo - Attendolo, Cotignola, Ravena, 8 de maio de 1369 - Pescara, 4 de janeiro de 1424), Conde de Serracapriola, Barão de Torremaggiore, Senhor de Chiusi, Bagno Vignoni, Benevento, Acerra, Manfredonia, Montecchio Emilia, Orbetello, Troia, Vasto, San Severo, Foggia, Serracapriola, Apice, Tito, Satriano, Montella, Savignano Irpino, Pietra Montecorvino, Maiori, Apricena, Lesina, Biccari, Orsara, Montecorvino, Torremaggiore, San Bartolomeo in Galdo, Castelluccio, Montenero, Acquapendente, Proceno, San Lorenzo Nuovo, Barletta e Trani. Foi o fundador da dinastia Sforza, importante família de Milão, e líder do exército (condottiere) das cidades de Bolonha e Florença durante a Batalha de Casalecchio.
Filho de Giovanni Attendolo, um próspero fazendeiro da região de Romagna (no centro-norte da Itália), e Elisa Petraccini, uma mãe severa na educação dos filhos, Muzio Sforza prestou seus serviços militares a diversos nobres durante o século XIV e XV, inclusive para a rainha Joana II de Nápoles, que lhe enviou em 1419 para ajudar o Papa Martinho V, em conflito com Braccio Montone, mas foi derrotado pelo líder da Umbria. Saiu de casa em 1384 para se juntar a uma grupo de mercenários, tornando-se líder deste grupo e então comandante de companhia no serviço de diferentes condottieri (capitães mercenários) incluindo Alberico da Barbiano, que lhe deu o apelido de Sforza (Força). É reconhecido como um bom militar mas um péssimo político. Com seus matrimônios conseguiu aumentar a fortuna adquirida durante os anos de serviços militares. Foi pai de Francisco I Sforza duque de Milão.
Morreu afogado ao tentar atravessar o rio Pescara, em 4 de janeiro de 1424.